# Comité de los Cinco

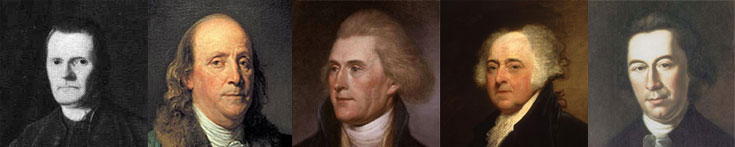
Sherman, Franklin, Jefferson, Adams y Livingston.

El Comité de los Cinco presentando su trabajo al Congreso el 28 de junio de 1776. Pintado por John Trumbull.

El Comité de los Cinco del Segundo Congreso Continental elaboró y presentó al Congreso lo que se conoció como la Declaración de Independencia de Estados Unidos, de 4 de julio de 1776. Este comité operó desde 11 de junio de 1776 hasta el 5 de julio de 1776, el día en que se publicó la declaración.

## Redacción de la Declaración de Independencia
Por la tarde del lunes 10 de junio de 1776, los delegados en el Congreso de las colonias unidas decidieron posponer hasta el lunes 1 de julio la consideración final de si declarar o no respectivas independencias soberanas de las colonias unidas, según lo propuesto por las resoluciones de Carolina del Norte del 12 de abril y de Virginia del 15 de mayo, y que fueron trasladadas al Congreso el 7 de junio por Richard Henry Lee de Virginia; desde ahora la resolución de Lee. Durante estas tres semanas el Congreso acordó nombrar un comité encargado de redactar una declaración para proclamar al mundo las razones para retirar a Estados Unidos del Imperio Británico, si el Congreso decidía declarar dicha independencia. La real declaración de independencia estadounidense es precisamente el texto que comprende el párrafo final del folleto publicado el 4 de julio. En el último párrafo del folleto se repite el texto de la resolución de Lee adoptado por la resolución votada el 2 de julio. Por lo tanto, la "Independencia estadounidense", de estos "estados libres e independientes", se declaró en realidad en el Congreso la tarde del 2 de julio y se notificó posteriormente, de manera no oficial en un periódico local esa misma noche y oficialmente en el folleto publicado con fecha 4 de julio.
El 11 de junio, se nombró a los miembros del Comité de los Cinco, que fueron: John Adams de Massachusetts, Roger Sherman de Connecticut, Robert R. Livingston de Nueva York, Benjamin Franklin de Pensilvania, y Thomas Jefferson de Virginia. Debido a que el comité no dejó actas, hay una cierta incertidumbre sobre cómo aconteció el proceso de redacción. Frecuentemente son citados los informes escritos muchos años después por Jefferson y Adams, aunque son contradictorios y no del todo fiables. Lo que es seguro es que el comité, después de discutir las líneas generales que debería seguir el documento, decidió que Jefferson escribiría el primer borrador. Teniendo en cuenta la apretada agenda de Congreso, Jefferson probablemente contaba de un tiempo limitado para la escritura durante los siguientes diecisiete días, y debió escribir el borrador de forma rápida. Luego consultó con los otros miembros del comité, que revisó el proyecto y realizó cambios extensos. Entonces Jefferson escribió otra copia incorporando estas modificaciones. El comité presentó esta copia al plenario del congreso el 28 de junio de 1776. El título del documento era "Una Declaración de los Representantes de los Estados Unidos de América".